# 安非他尼
安非他尼（英语：Amfetaminil或amphetaminil）也叫苯丙苄腈胺或AN-1，商品名Aponeuron，是一种从苯丙胺中提取的兴奋剂药物，开发于1970年代，用于治疗肥胖症、注意力不足过动症和发作性嗜睡病。由于存在滥用问题，它在很大程度上已退出临床使用。该药物是苯丙胺的前体药物

## 立体化学
安非他尼是一种具有两个立体异构中心的分子。因此，存在四种不同的立体异构体：
- (R)-2-[(R)-1-苯基丙-2-基氨基]-2-苯基乙腈，CAS号：478392-08-4
- (S)-2-[(S)-1-苯基丙-2-基氨基]-2-苯基乙腈，CAS号：478392-12-0
- (R)-2-[(S)-1-苯基丙-2-基氨基]-2-苯基乙腈，CAS号：478392-10-4
- (S)-2-[(R)-1-苯基丙-2-基氨基]-2-苯基乙腈，CAS号：478392-14-2